# Carlos Climent Garcés
Carlos Climent Garcés (citado también Carlos Clement e incluso Clemente García) (Algemesí, Valencia, 13 de enero de 1874-Benimamet, Valencia, 11 de noviembre de 1954), fue un soldado español condecorado en 1897 con la Cruz de Plata al Mérito Militar con Distintivo Rojo por su participación en la defensa del fuerte de Cascorro durante la guerra de Independencia cubana, y nombrado Teniente Honorario del Ejército Español en 1945.

## Biografía
Hijo de Jaime Climent Girbés, labrador natural de Algemesí y de María de la Concepción Garcés Salvador, natural de Real de Montroy. Ingresó en el servicio militar con apenas 19 años (la ficha de enganche lo da de «estatura 1 metro 575 milímetros, pelo castaño, cejas al pelo, ojos pardos, nariz regular, barba ídem, boca ídem, color sano, frente despejada, aire marcial, producción clara y sin ninguna seña particular». En 1893 quedó filiado para servir en clase de soldado por el tiempo de 12 años, y en 1894 pasó al Regimiento de Infantería de África n.º 1, procedente de la zona militar de Játiva, siendo destinado a la 4.ª Compañía del primer Batallón, a la que se incorporó el día 13 de éste, en la plaza de Melilla. En enero de 1895, obtuvo plaza de tambor en su compañía por disposición de su coronel, continuando en Melilla de servicio hasta noviembre, al quedar integrado en los destacamentos para Cuba. Embarcó para la isla en el vapor “Buenos Aires”, desembarcando en La Habana el 8 de diciembre de 1895, en cuya fecha fue destinado al primer Batallón del Regimiento de Infantería María Cristina n.º 63, al cual se incorporó en Puerto Príncipe dónde quedó de instrucción.

Asistiendo el soldado Climent el 15 de febrero de 1896 a la acción de la sabana Managuaco, a Rio Mapasa, continuando de igual servicio hasta el 28 de abril que con su compañía quedó guarneciendo el poblado de Cascorro, donde puesto al servicio de la campaña asistiendo desde el 22 de septiembre al 4 de octubre, y desde el 28 de este mes al 4 de noviembre siguiente, a la heroica defensa de dicho poblado sostenida contra numerosas fuerzas insurrectas que no lograron rendir al destacamento opresor de lo violento de los diferentes ataques.
Extractos de documentción militar

El 22 de septiembre de 1896 un núcleo de unos 3000 insurrectos al mando de Máximo Gómez y Calixto García, cercó la pequeña población de Cascorro, cerca de Puerto Príncipe, en la provincia de Camagüey. Entre los sitiados estaba Carlos Climent, que en los combates entre el 26 de septiembre y el 6 de octubre participó de forma voluntaria en la recogida de heridos para su traslado al hospital de campaña. Este gesto sería reconocido por la Ley de 18 de mayo de 1862.
Climent también participó en los llamados Fuegos del Callejón de San Joaquín; en la Acción de las Fronteras y, el 28 de noviembre, en los Tiroteos de las Fincas Bonora y San Rafael. Finalmente, el 16 de febrero de 1897, embarcó para Puerto Príncipe donde permanecería hasta el 23 de abril de 1898, cuando su batallón emprendió la marcha para la plaza de Matanzas, donde quedó prestando servicios de vigilancia de costas y en expectación de embarques. Continuó en esa plaza hasta el 7 de enero de 1899, fecha en que fue repatriado y embarcó de regreso a España a bordo del vapor “Fulda”, desembarcando en Cádiz el 20 de enero y marchando el día 23 del mismo mes con licencia trimestral a Algemesí. En la revista de febrero es baja en este batallón para pasar al de Cazadores de Figueras n.º 6, con arreglo a la R.O. de 11 de febrero de 1899.
Según propuesta del 20 de febrero de 1897, acordada por el capitán general del Distrito de Cuba, le fue concedida la Cruz de plata del Mérito Militar con Distintivo Rojo, premiada con 7.500 pesetas por el «buen comportamiento prestado y heroica defensa sostenida contra numerosas fuerzas insurrectas en el poblado de Cascorro», según hechos ocurridos del 22 de septiembre al 6 de octubre de 1896. Trascurridos tres años sin noticias del cuerpo superior, Climent hizo una instancia ante la Reina regente, María Cristina para que se le concediera la Cruz de San Fernando -que por méritos honorarios le pertenecía-, pero le fue denegada en virtud del art. 21 de la Ley de 18 de mayo de 1862, al haber concluido el plazo de solicitud. No obstante, un último reconocimiento le llegó mediante la Ley de 15 de mayo de 1945, sobre beneficios a los soldados supervivientes de las defensas de Cascorro, Caney, Lomas de San Juan, y Baler, por la que se le concedió el título de Teniente Honorario y se le dio una paga de 6000 pts.
A principios del siglo xx contrajo matrimonio con Maximina Blasco Díaz de cuyo único matrimonio nació una hija, Concepción.